# 愛知県立日進西高等学校
愛知県立日進西高等学校（あいちけんりつ にっしんにしこうとうがっこう）は、愛知県日進市浅田町上小深田にある公立高等学校。

## 概要
日進市にある公立高校で、愛知県立高校である。学科は普通科のみを設置、高校入学試験の群・グループは、尾張1群のAグループである。
尾張学区にあるが、調整特例により豊田市（編入された地区を含む市内全域）およびみよし市からも進学可能である。

## 沿革
- 1983年（昭和58年） - 開校。

## 教育目標
教育基本法にのっとり、心身を鍛え、知性を磨き、国家及び社会の有為な形成者として、その発展に寄与するとともに、国際社会においても敬愛される人間を育成する。
- 自己の進路を真剣に考え、進んで学習する人間
- 旺盛な気力と体力をもって、たくましく生きてゆく人間
- 礼節を重んじ、心豊かな生活を築いてゆく人間
- 労力を惜しまず、郷土や地域、国家及び社会に積極的に貢献する人間

この目標を達成するために、次の方針を立てて指導にあたっている。
- 一人一人の個性を十分に伸ばす。
- 自律心、協力心を培い、将来社会人としてたくましく生きる力をつける。
- 気力及び体力の充実に努め、不屈の精神と，忍耐力の養成を図る。
- 郷土や自然に対する理解を深め、郷土愛、自然愛を養う。
- 家庭と地域と緊密に連携して、きめ細かい指導をする。

## 校章
校章の由来
象形文字としての「日」を円形で表し、形声文字としての「進」の（シンニュウ）を二つ重ねて「日」を抱きあげる姿を示している。全体の形は、「西」を表している。

## 最寄り駅
- 名古屋市営地下鉄鶴舞線・名鉄豊田線 赤池駅

## 卒業生
- 依田花蓮 - 新宿区議会議員
- 羽根直樹 - 囲碁棋士
- MASAKI世界一周 - 旅行作家
- 鈴木圭介 - 音楽家、フラワーカンパニーズのメンバー
- ミスター小西 - 音楽家、フラワーカンパニーズのメンバー
- 渡辺シュンスケ - 音楽家
- 高尾瑠 - プロサッカー選手
- 名倉かおり - 仮面ライダーGIRLS